# Салмента (Лече)
Салмента (итал. Salmenta) је насеље у Италији у округу Лече, региону Апулија.
Према процени из 2011. у насељу је живело 68 становника. Насеље се налази на надморској висини од 25 м.